# Державний палац спорту Пекіна

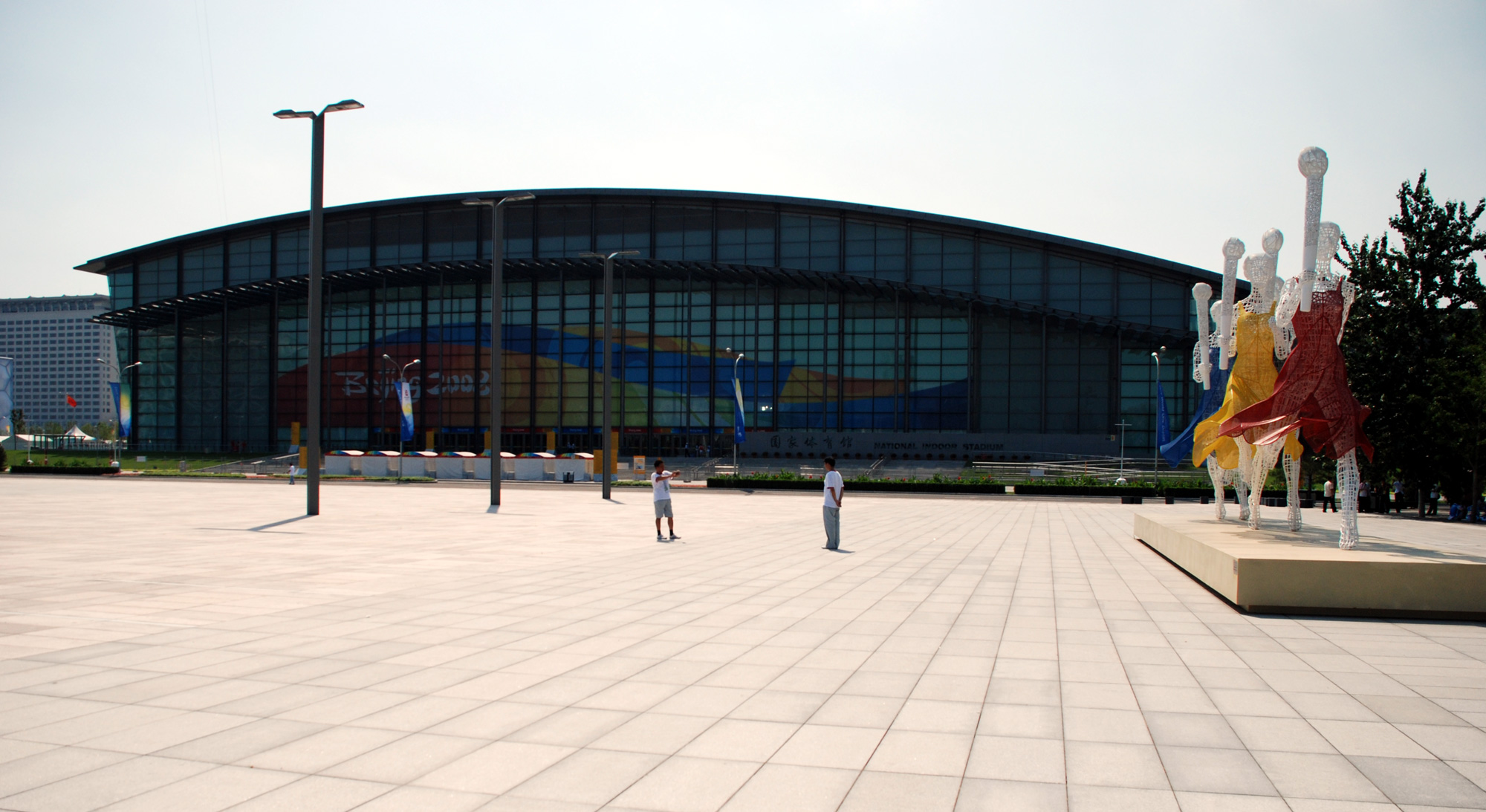
Державний палац спорту Пекіна

Національний критий (внутрнішній) стадіон (офіційна назва Державного палацу спорту Пекіна; спрощена китайська:国家体育馆; традиційна китайська:國家體育館; піньінь:Guójiā Tǐyùguǎn) — це критий стадіон, розташований в Олімпійському Гріні у Пекіні, Китай.

## Історія
Стадіон був побудований для літніх Олімпійських ігор 2008 року. Його ще називають вентилятор (扇子, shānzi), адже завдяки своїй конструкції він нагадує традиційне китайське віяло. Його також використовують для гри в баскетбол.
Стадіон відкрив свої двері 26 листопада 2007 року для проведення тестових змагань з художньої гімнастики.
Під час Олімпійських ігор 2008 року у Палаці спорту проходили змагання з художньої гімнастики, стрибків на батуті та гандболу. Після Олімпіади стадіон використовують для спортивних змагань, культурних і розважальних цілей, а також служить багатофункціональним тренувальним центром для місцевих жителів.
Стадіон використовували для проведення хокейних змагань на зимових Олімпійських іграх 2022 року.
Стадіон вміщує 18000 осіб.